# Pozo de los deseos

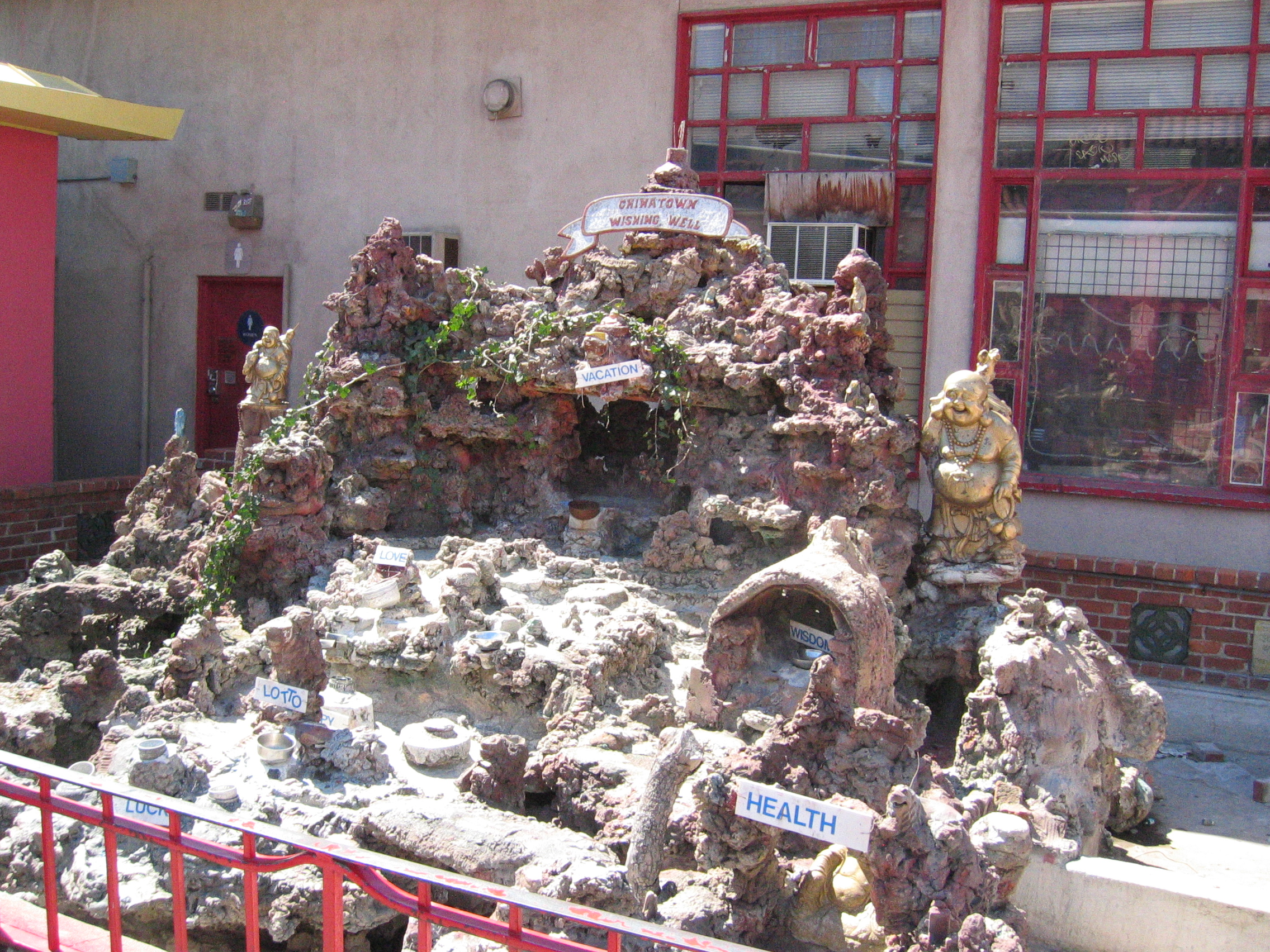
Pozo de los deseos en Chinatown, Los Ángeles, EE. UU.

Un pozo de los deseos es un término del folclore europeo para describir los pozos en que se piensa que cualquier deseo expresado sería concedido. La idea que un deseo sería concedido vino de la creencia de que había dioses contenidos en el agua o de que había sido colocada allí como regalo de los dioses, puesto que el agua era una fuente de la vida y a menudo era una materia escasa.
El agua se consideró que contenía energías curativas y por lo tanto los pozos llegaron a ser populares entre mucha gente que bebía, se bañaba o simplemente expresaba deseos sobre ella. La gente cree que los guardas o los habitantes del pozo le concederían su deseo si pagaban un precio. Generalmente, después de pronunciar el deseo, uno debía arrojar monedas al pozo. El deseo entonces sería concedido por el guarda o el habitante, basado en cómo la moneda aterrizaría en el fondo del pozo. Si la moneda aterrizaba cara arriba el deseo sería concedido. Si la moneda aterrizaba cruz arriba el deseo no sería concedido.
La tradición de lanzar pequeñas monedas a charcas y fuentes proviene de esto. Las monedas serían colocadas allí como regalos para la deidad en forma de agradecimiento.